# Apristurus melanoasper
Apristurus melanoasper es una especie de peces de la familia Scyliorhinidae en el orden de los Carcharhiniformes.

## Morfología
- Los machos pueden llegar alcanzar los 76,1 cm de longitud total y las hembras los 73,2 cm.
- Color uniformemente negro, y  ligeramente marrón en los ejemplares más grandes.[2]

## Hábitat
Vive entre los 512 y 1520 m de profundidad.

## Reproducción
Es ovíparo.

## Distribución geográfica
Se encuentra en las  costas occidentales del  Atlántico norte (Estados Unidos) y de Francia, Irlanda e islas británicas.